# Нік Міллер
Ніколас Міллер (англ. Nicholas Miller, нар. 1 травня 1993) — британський легкоатлет, який спеціалізується в метанні молота.

## Спортивні досягнення
Фіналіст (6-е місце) олімпійських змагань з метання молота (2021). Учасник змагань з метання молота на Іграх-2016, де не подолав кваліфікаційного раунду.
Фіналіст (6-е місце) змагань з метання молота на чемпіонаті світу (2017).
Фіналіст (10-е місце) змагань з метання молота на чемпіонаті Європи (2018).
Дворазовий чемпіон (2018, 2022) та срібний призер (2014) Ігор Співдружності з метання молота.
Чемпіон Європи серед молоді (2015).
Багаторазовий чемпіон Великої Британії з метання молота.
Рекордсмен Великої Британії з метання молота.